# Karl Magnusson i Skövde
Karl Hilding Magnusson (i riksdagen kallad Magnusson i Skövde), född 17 december 1877 i Hångers församling, Jönköpings län, död 24 februari 1961 i Skövde,Skaraborgs län, var en svensk trädgårdsmästare och riksdagspolitiker (Högerpartiet).
Magnusson genomgick Dalarnes folkhögskola 1896–1897, Svenska trädgårdsföreningens trädgårdsskola vid Rosendal 1898–1900 och därefter under två års studier i Tyskland samt senare under statsunderstödda studieresor i Danmark, Nederländerna, Belgien och Tyskland.
I riksdagen var Magnusson 1915–1948 ledamot av andra kammaren för valkretsen Skaraborgs län. Han innehade i riksdagen många utskottsuppdrag, bland annat som ledamot av första särskilda utskottet (om införselmonopol på spannmål med mera) vid urtima riksdagen 1919 och som ledamot av andra lagutskottet från 1921. Han var även riksgäldsfullmäktig och från 1937 till 23 april 1940 var han 2:e vice talman i andra kammaren. 24 april 1940 valdes han till 1:e vice talman och behöll detta ämbete under resten av sin riksdagstid fram till 1948.
Magnusson var suppleant i Lantmanna- och borgarepartiets förtroenderåd, ledamot av Allmänna valmansförbundets överstyrelse och suppleant i dess arbetsutskott. I riksdagen skrev han 136 egna motioner företrädesvis om jordbrukets, särskilt trädgårdsnäringens, problem, tex tullskydd, kreditstöd och utbildning. Andra ämnen var sjukvård, skatter, skolundervisning i naturskydd och begränsning av gifta kvinnors innehav av statstjänst och allmänna uppdrag. Han gjorde även sjutton interpellationer som upphävande osttillverkningsförbudet (1917), om åtgärder av för en tidsenlig emigrationslagstiftning samt om frågor kring naturskydd och kulturminnesvård, t ex skyddande av Kungsträdgården i Stockholm och Lina myr på Gotland.
1907 inköpte Magnusson ett till stor del ouppodlat jordområde vid Skövde, där han grundlade den i västra Sverige välkända plantskolan Convallaria. Under flera år har han förestått Nationalföreningens mot emigrationen jordförmedlingsbyrå i Skövde. Magnusson erhöll ett flertal offentliga uppdrag, bland annat ledamotskap av stadsfullmäktige.